# Praia Fluvial da Froia
Praia Fluvial da Fróia
A Praia fluvial da Fróia fica situada nas margens da ribeira da Fróia, a cerca de 3 km da vila de Sobreira Formosa, no Município de Proença-a-Nova, distrito de Castelo Branco.
Esta praia está situada num pequeno vale, num espaço bem arranjado, que se estende por cerca de 200 metros da ribeira. Como curiosidade, pode-se ver uma pequena casa de xisto típica desta zona do país, que serviu como moinho comunitário das vizinhas aldeias de Oliveiras e Fróia.

## Infraestruturas da praia
- WC, com chuveiros e balneários
- Bar com esplanada
- zona de merendas
- Praia Vigiada
- Primeiros Socorros
- Parque Infantil
- Fonte
- Piscina infantil
- Zona de estacionamento

### Acessos
Situada a cerca de 12 km de Proença-a-Nova e a cerca de 3 km do centro da vila de Sobreira Formosa. Seguindo no IC8, na direcção Sertã-Perdigão, sair depois de Proença-a-Nova e antes de Moitas (indicação "Abrantes"). Seguir direcção de Sobreira Formosa, via EN 241 e EN 233 (antiga estrada entre Proença-a Nova e Castelo Branco) e seguir até ao centro da vila (passando por Vale d'Urso e Pucariço). (De notar que com a construção do novo troço da N351, entre o IC8 e Isna de Oleiros, já não é necessário passar por Vale d'Urso, mas aconselha-se que se saia na primeira saída, com indicação "Sobreira Formosa" e se continue a passar por Pucariço e pelo centro da vila, pois a N351 afasta-se muito desta). Em Sobreira Formosa, junto à Igreja Matriz, seguir placas com a direcção da praia fluvial, passando depois por Ribeiro do Gomes. O acesso à praia fluvial está situado à entrada do lugar de Fróia (2 km do centro de Sobreira Formosa), à esquerda (indicação "Oliveiras").
Para quem segue na EN 241, vindo da A23 e saindo no nó do Perdigão (indicação "Proença-a-Nova") (passando por Vale da Mua e Pedra do Altar), tem a seguinte alternativa: em Moitas (à direita, logo após uma curva à esquerda), sair na direcção "Sobreira Formosa". Através de uma estrada municipal, e passando por Figueira, acede ao centro de Sobreira Formosa, onde existem placas com a direcção da praia. Para quem segue na EN 233, vindo de Sarzedas, passa por Monte Gordo, pela ponte do Alvito, e por Catraia Cimeira, e à saída do lugar de Fróia, encontra à direita a indicação "Oliveiras" e "Praia Fluvial da Fróia".